# Paecilaemana quadripunctata
Paecilaemana quadripunctata is een hooiwagen uit de familie Cosmetidae.